# Cat Stevens

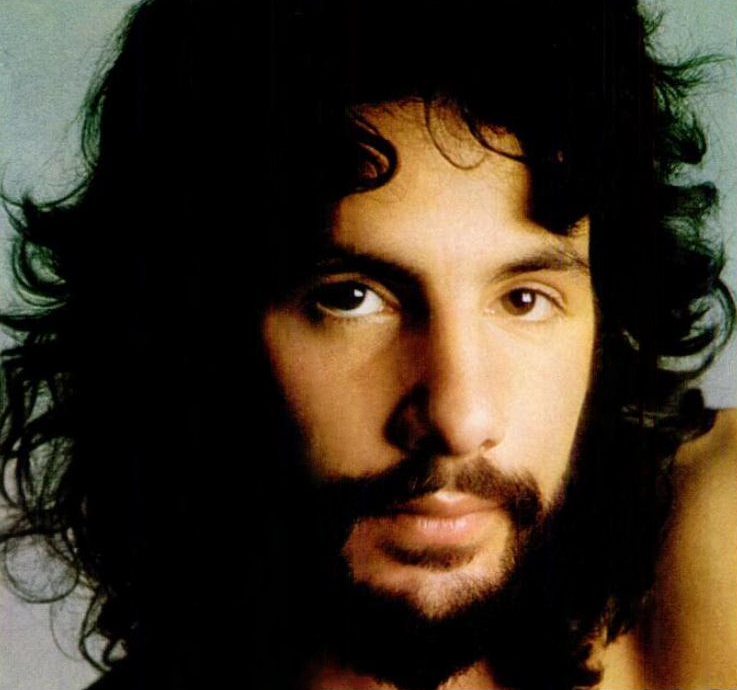
Cat Stevens l'any 1972

Cat Stevens, nom artístic de Steven Demetre Georgiou, és un cantant, músic i compositor britànic nascut 21 de juliol de 1948 a Londres. Havent assolit un èxit esclatant durant la dècada dels anys 70, el desembre de 1977 es va convertir a l'islam, es va fer anomenar Yusuf Islam i va abandonar la música per a dedicar-se a diverses causes filantròpiques per als musulmans. El 2006, després d'un silenci de vint anys, va retornar a la música popular.

## Biografia
Steven va néixer a Marylebone, a Londres, fill de Stavros, un grecoxipriota ortodox, i d'Ingrid, una sueca de confessió baptista. Ell es va educar en una escola catòlica i amb tot això va mantenir una forta religiositat. Tenia un germà i una germana més grans que ell, David i Anita, i tota la família vivia al pis de dalt del restaurant dels seus pares. Aquests es van divorciar quan ell tenia vuit anys, però van seguir compartint el pis per a ocupar-se del negoci familiar. Steven va començar a tocar música de ben jovenet, primer el piano i després la guitarra. Als 16 anys va començar a fer-se conèixer tot tocant de nit en bars i als 17 va ingressar en una escola d'art. Ràpidament va veure que volia ser una pop-star.

## Discografia

### Com a Cat Stevens
- 1966 : Matthew and Son
- 1967 : New Masters
- 1970 : Mona Bone Jakon
- 1970 : Tea for the Tillerman
- 1971 : Teaser and the Firecat
- 1972 : Catch Bull at Four
- 1973 : Foreigner
- 1974 : Buddha and the Chocolate Box
- 1974 : Saturnight (en concert)
- 1975 : Numbers
- 1977 : Izitso
- 1978 : Back to Earth
- 2004 : Majikat (en concert enregistrat el 1976)

### Com a Yusuf Islam
- 1995 : The Life of the Last Prophet
- 1996 : Welcome to the Qur'an: Gateway to Faith
- 1998 : Prayers of the Last Prophet
- 1998 : I Have No Cannons That Roar
- 2000 : A Is for Allah
- 2001 : Bismillah
- 2004 : I Look, I See
- 2006 : An Other Cup
- 2009 : Roadsinger

## Guardons
Nominacions
- 2018: Grammy al millor àlbum de folk